# Seefelder Sattel

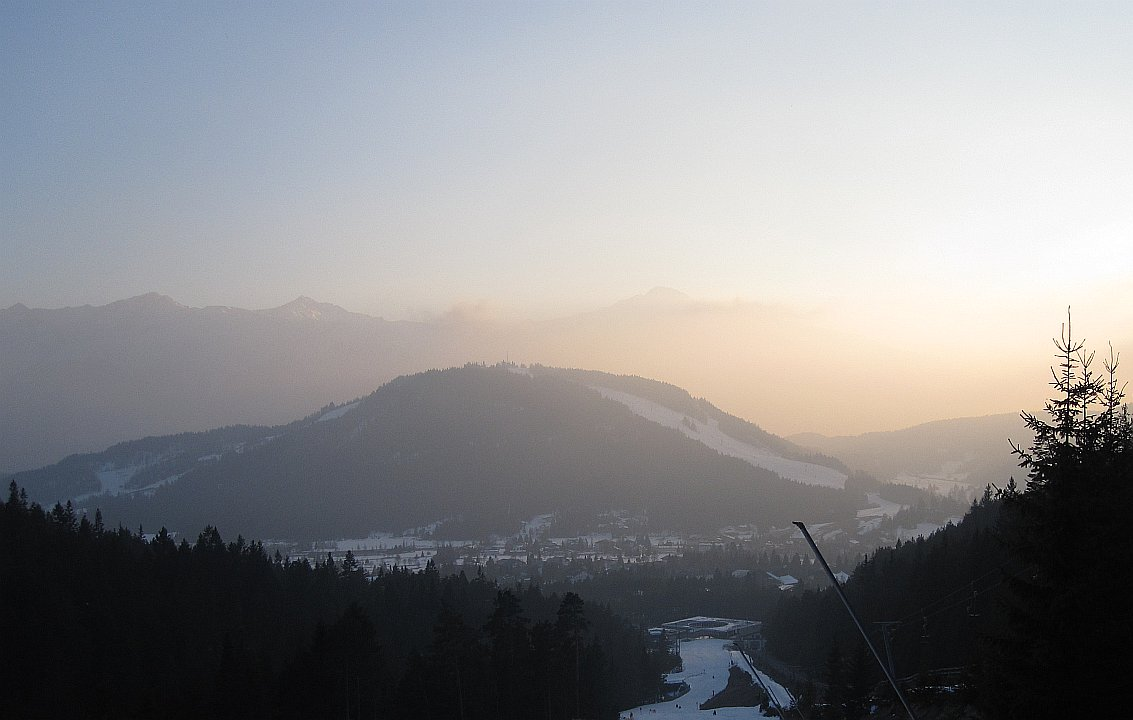
Blick von Nordosten zum Gschwandtkopf, unterhalb davon der Seefelder Sattel

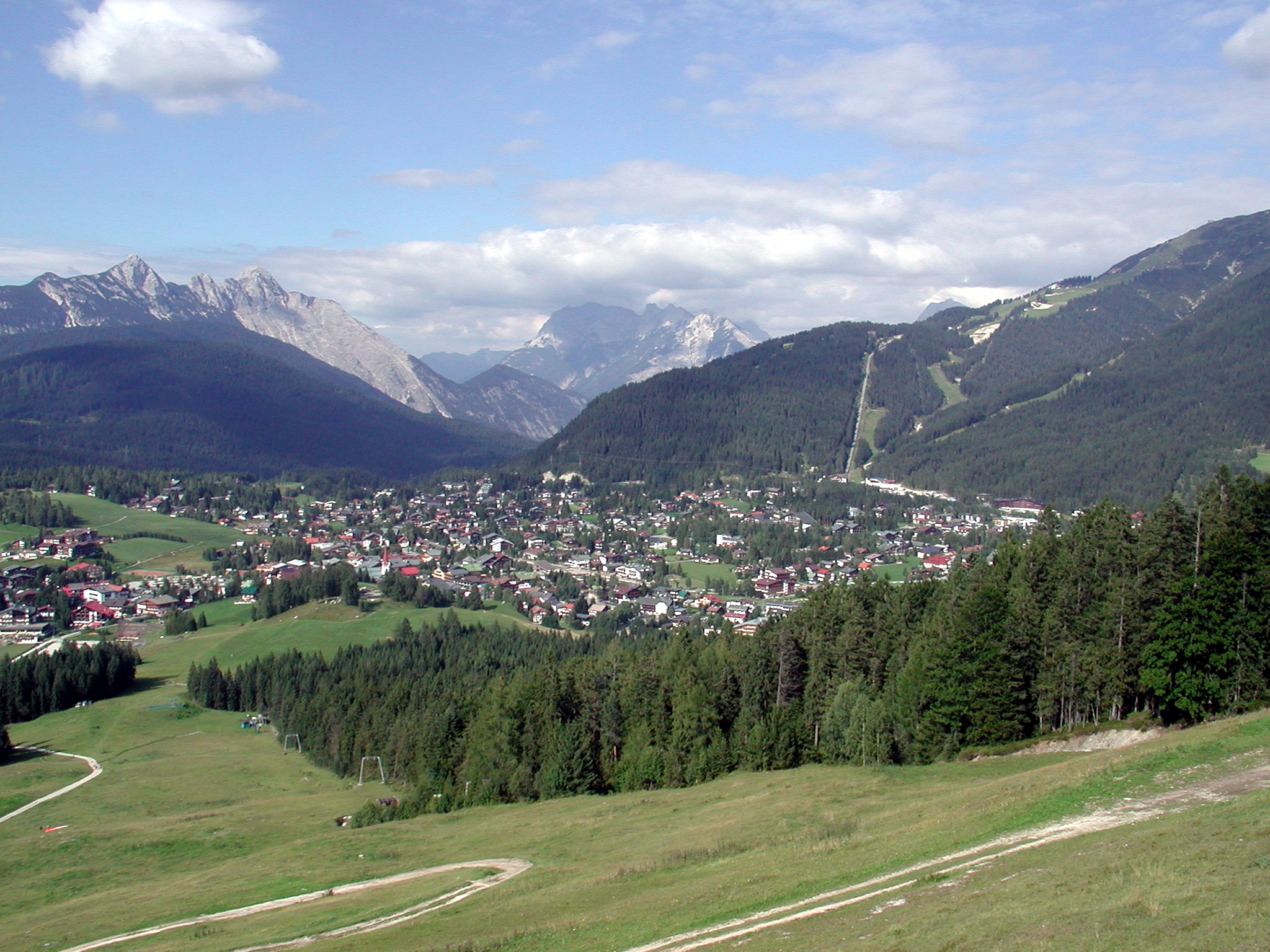
Blick vom Gschwandtkopf nach Nordosten auf Seefeld; der Seefelder Sattel liegt rechts hinter den Bäumen

Der Seefelder Sattel ist ein 1185 m ü. A. hoher Bergsattel und Gebirgspass in den Nördlichen Kalkalpen im österreichischen Bundesland Tirol. Über ihn führen als Hauptverkehrswege die Seefelder Straße (B 177) und die Karwendelbahn, auf dem Seefelder Plateau nördlich des Sattels liegt Seefeld in Tirol (1180 m).

## Geographie

### Lage
Der Seefelder Sattel liegt westlich der Erlspitzgruppe (max. 2405 m), einem Ausläufer des Karwendels, und östlich des Mieminger Gebirges (max. 2768 m). Nach Süden geht es über den Zirler Berg hinunter zum Inntal, im Norden des Plateaus liegen das Wettersteingebirge (max. 2962 m) und die Arnspitzgruppe (max. 2196 m). Die eigentliche Passhöhe befindet sich nahe der Gemeindegrenze zwischen Seefeld und dem südlich angrenzenden Reith in dessen Ortsteil Auland auf landwirtschaftlich genutztem Gebiet südöstlich des Wildsees bzw. nordnordwestlich der Abzweigung der Landesstraße 36 von der Seefelder Straße (B 177). Östlich des Sattels erheben sich die Reither Spitze (2374 m) mit der nördlich davon gelegenen Seefelder Spitze (2221 m), westlich liegt der Gschwandtkopf (1495 m).

### Wasserscheide
Der Seefelder Sattel befindet sich auf der Wasserscheide zwischen Inn und Isar. Während das Wasser des nordöstlich von Auland entspringenden Mühlbachs durch den Niederbach südwärts in den Donauzufluss Inn fließt, verläuft jenes von Raabach und Haglbach durch den Seebach (entfließt dem Wildsee) sowie Drahnbach und Gießenbach nordostwärts in den Donauzufluss Isar.

## Verkehr

### Straße
Über den Seefelder Sattel führt die Seefelder Straße (B 177). Sie verläuft vom südöstlich im Inntal liegenden Zirl (mit Anschluss an Innsbruck über die A12 oder B 171) über die Süd- und Ostflanke des Zirler Bergs (mit dort maximal 16 % Steigung) durch Reith und Seefeld und dann Richtung Nordosten zum an der Isar gelegenen Scharnitz an der österreichisch-deutschen Grenze und passiert dort den Scharnitzpass, von wo sie als Bundesstraße 2 in Deutschland vorbei an Mittenwald über Garmisch-Partenkirchen bis nach Gartz (Oder) weitergeführt wird. Im Rahmen der östlichen Seefelder Ortsumfahrung erreicht die Straße nördlich des Sattels nahe der Anschlussstelle Seefeld-Mitte etwas mehr als 1220 m Höhe. Beim südlich des Sattels gelegenen Auland zweigt die Landesstraße 36 ab, die durch Seefeld nach Telfs im Inntal führt.

### Eisenbahn
Die 56 km lange windungs- und tunnelreiche Mittenwaldbahn verbindet Garmisch-Partenkirchen und Innsbruck.
Bahnhöfe oder Haltestellen gibt es unter anderem in Reith, Seefeld in Tirol und Scharnitz (alle in Österreich).
Die Mittenbahn verläuft teils über den Seefelder Sattel, etwa parallel zur Seefelder Straße.

## Geschichte
Die Route über den Brennerpass und den Seefelder Sattel war, unter anderem als eine der Bernsteinstraßen, schon in vorrömischer Zeit als Handelsweg von Bedeutung. Nach der Eroberung des Alpenvorlandes durch Drusus und Tiberius im Jahr 15 v. Chr. wurde über den Brenner (per Alpes Norias) ein Karrenweg angelegt bzw. weiterbenutzt. Unter Septimius Severus wurde die heute als Via Raetia bekannte Verbindungsstraße nach Veldidena (heute Innsbruck-Wilten) als Römerstraße befestigt und weiter über den Seefelder Sattel und durch den Scharnitzpass nach Augusta Vindelicorum (Augsburg) geführt.
Im Unterschied zum Seefelder Sattel ist der Scharnitzpass jedoch kein Gebirgspass, vielmehr ein Talpass, also die Verengung einer Felsschlucht. Das von den Ausläufern der Arnspitzgruppe verengte Isartal bei Scharnitz konnte auf den Reisenden den Eindruck eines Tores (lat. Porta) machen, verglichen zu den weiter werdenden Talgründen Richtung Mittenwald und Seefeld.
Zur Sicherung ihrer Straße bauten die Römer am Scharnitzpass die Siedlung Mansio Scarbia, von dem der Name Scharnitz abstammt. Für die Bedeutung des Weges über den Seefelder Sattel und durch den Scharnitzpass spricht auch der Fund eines römischen Meilensteins bei Partenkirchen, weiters nennen auch die beiden berühmtesten römischen Straßenkarten  Itinerarium Antonini und Tabula Peutingeriana diesen Weg als Militär- und Handelsstraße erster Ordnung. Diese Straße war stark frequentiert und wohl auch als befahrbare Straße erbaut. Reste dieser Römerstraße sind bei Klais zu sehen, ein dort als Hohlweg angelegtes Straßenstück ist samt eingemeißelten Gleisrillen bis heute erhalten geblieben.